# Aluminon
L'aluminon est le sel triammonium de l' acide aurintricarboxylique, un composé organique de plusieurs acides salicyliques. C'est un indicateur principalement utilisé pour détecter la présence de l'ion aluminium, Al3+ en solution aqueuse,.

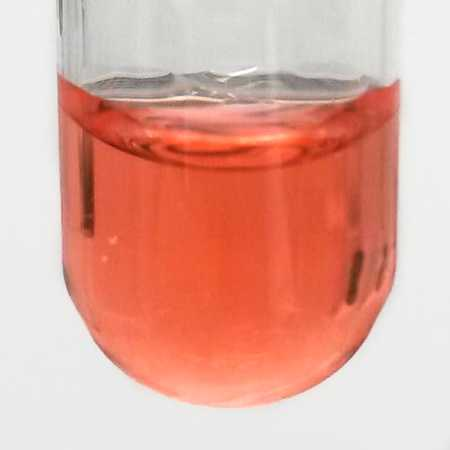
Aluminon (aq).

## Préparation
Pour préparer l'aluminon, du nitrite de sodium est dissout dans l'acide sulfurique. À la solution obtenue, du formaldéhyde est ajouté puis de l'acide salicylique pour obtenir un précipité qui, après lavage, est dissout dans l'hydroxyde d'ammonium et la solution résultante est évaporée pour recueillir une fine poudre d'aluminon.
Toute l'opération dure environ 28 heures et est exécutée à environ 10 °C.

## Applications
L'aluminon forme, en liaison avec l'aluminium dans une solution tampon acétate/acide acétique (pH 5,3) une laque de couleur rouge peu soluble, qui précipite  souvent au bout de quelques minutes en flocons rouges :
Al3+ + 3 C22H23N3O9 → 3 NH4+ + Al(C22H19O9)3
Le précipité se dissout après addition d'une solution de carbonate d'ammonium ammoniacal ((NH4)2CO3).
L'aluminon a des applications en production de pigments. Il forme une laque brillante colorée avec l'aluminium, le chrome, le fer et le béryllium qui peuvent donner des interférences dans la détermination de l'aluminium.

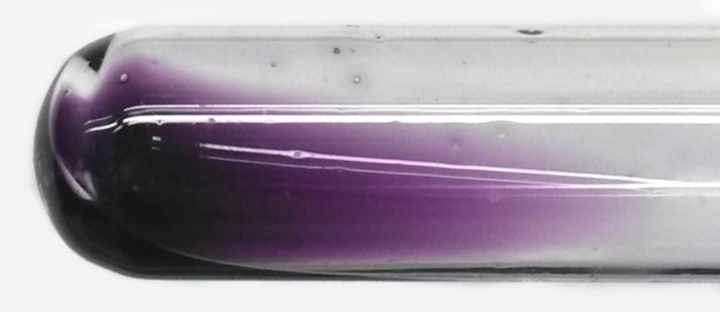
Aluminon + Fe^{3+} (pH ~7).

Le fer peut être masqué par l'acide thioglycolique  ou l'acide ascorbique.
La limite de détection serait de 0,02 mg d'aluminium /litre.

## Présence dans le corps humain
En mesure BDC (Binary coded decimal ) un taux normal d'aluminon dans le corps humain est compris entre 324 et 614 selon la méthode turbidimétrique réalisée sur Olympus AU640